# انطواء وانفتاح
الانطواء والانفتاح أو الانبساط سمتان من الأبعاد المحورية لنظرية الشخصية.
في سياق الشخصية، عندما يستعمل الناس كلمة «المُنْفَتِحْ» (أو المُنْبَسِطْ) فإنهم يعنون الشخصية الاجتماعية الأنيسة الجازمة التي تسعى وراء الأشياء الظاهرة المثيرة، بينما تستعمل كلمة «المُنْطَوِيْ» لتعني الشخصية الاستبطانية الهادئة غير الاجتماعية، ليست بالضرورة منعزلة ولكن لها عددا قليلا من الأصدقاء، ولا ينتج هذا من صعوبات اجتماعية لدى الشخص المقصود بل من تفضيله الاجتماعي؛ فقد لا يكون خجولا ولكنه يفضل نشاطا اجتماعيا أقل.
ولكن يرى في علم النفس أن المعنيان المدرجان أعلاه ليسا بصحيحين، ويرى أيضا أن الانطواء والانفتاح ليسا بمتناقضين ولكن لهم درجات على مقياس، حيث أن معظم الناس (حوالي 68% منهم) يقعون حول الدرجات المجاورة لمنتصف هذا المقياس فيظهرون درجات مختلفة من الانطواء أو الانبساط، وبالإمكان أن تقع شخصية في الدرجة المنتصفة فلا تكون منطوية ولا منفتحة بل مزيج من الإثنين، فيكونون متوازنو المزاج (بالإنجليزية: ambivert). ويمكن أن تقع شخصيات الناس على أقصى درجتي المقياس فيكون هنالك 16% من الناس على كل من هاتين الدرجتين.
وقد تم تدريج المصطلحان من قبل عالم النفس السويسري كارل يونغ(بالإنجليزية: Carl Jung)، وتحتوي تقريبا كل نظريات علم النفس على مفهومهما في أشكال مختلفة، ومثال ذلك علم النفس التحليلي لكارل يونغ، والنموذج الثلاثي الأبعاد للشخصية لهانز أيزنك (بالإنجليزية: Hans Eysenck)، ونموذج العوامل الستة عشر لريموند كاتل، وعناصر الشخصية الخمسة، والأمزجة الأربعة (بالإنجليزية: The Four Temperaments)، ومؤشر أنماط مايرز-بريجز، والسوسيونيك..
ولأنه ينظر إلى الانطواء والانفتاح على أنهما طرفي مقياس، يكون هذا النموذج علاقة متناسبة عكسيا بينهما، أي أنه إذا زاد انطواء الشخص قل انفتاحه، والعكس صحيح. وقد ابتكر كارل يونغ ومؤلفا مؤشر أنماط مايرز-بريجز منظورا مختلفا؛ وهو أن كل شخص لديه جانب انطوائي وانبساطي، ويكون جانب منهما أقوى من الثاني فيغلب عليه. وعوضا عن التركيز على جانب التواصل والعلاقات بين الأشخاص عرف يونغ الانطواء بأنه «نوع من السلوك يتميز بالتوجية في الحياة من خلال محتويات نفسية شخصانية» (أي أن الشخص يكون مركزا على نشاطه النفسي الداخلي)، بينما عرف الانبساط بأنه «نوع من السلوك يتسم بتركيز الاهتمام على الأشياء الخارجية» (أي أن الشخص يصب تركيزه على العالم من حوله).
على أية حال، يتقلب مزاج الناس وتصرفاتهم مع مرور الزمن، وحتى المنفتحين والانطوائيين الشديدين لا يتصرفون على سجيتهم طوال الوقت.

## الأنواع

### الانطواء
الانطواء هو «حالة من أو ميول إلى الاهتمام أو الهيمنة كليا أو أغلبيا بحياة المرء الذهنية.» وقد وصف بعض الكتاب الشخصيات الانطوائية بأن طاقتها تزيد مع الاستبطان وتضمحل مع التفاعل، خاصة مع الناس، ومع أن هذا الوصف قريب من منظور يونغ، فقد كان يونغ يقصد الطاقة العصبية أو الروحية وليس الطاقة الجسمانية، حيث أن قليل من المفاهيم الحديثة تتضمن هذا الاختلاف.

الوصف الصحيح للشخصية الانطوائية هي أنها تكون أكثر تحفظا وأقل صراحة في وجود مجموعة من الأشخاص، وتستمتع بالنشاطات الفردية، مثل القراءة والكتابة واستخدام الحاسوب وصيد السمك والتخييم والنشاطات العلمية والفنية، بل إنه من الشائع أن يكون الفنانون والعلماء والمخترعون والمؤلفون والأدباء ذوو شخصية انطوائية حادة.

سوزان كاين (بالإنجليزية: Susan Cain)، كاتبة منطوية تتحدث في مؤتمر تيد عن كتابها المتعلق بالانطواء.وتستمتع

 تستمتع الشخصية الانطوائية بالوقت الذي تقضيه منفردة ولا تجد نفس مقدار المتعة في الوقت المنقضي وسط مجموعة كبيرة من الناس، ولكنها تستمتع بالتفاعل مع الأصدقاء المقربين. وتحمل الثقة وزنا ومكانة كبيرا لدى الشخصية الانطوائية، فتلعب دورا أساسيا في اختيار الرفاق والقرناء. وتحب أيضا هذه الشخصية أن تركز على كل مما تفعل على حدى، أي لا تحب أن تنفذ أعمال متنوعة في آن واحد، وتفضل أيضا أن تراقب المواقف قبل التعامل معها أو المشاركة فيها، وتكون هاتان الصفتان ملحوظتان بوضوح عند مرحلتي البلوغ والمراهقة. وتمعن الشخصية المنطوية في التفكير والتحليل قبيل الشروع في الكلام، وتستنفذ طاقة المنطوي النفسية من النشاط الاجتماعي الزائد والاشتراك فيه (مع العلم بأن مثل هذه النشاطات لا تحمل نفس الأثر على نفسية المنبسط)، فيفضل المنطوي الأجواء الهادئة التي قلت فيها الإثارة.
ومن الخطأ الظن بأن الانطواء هو خجل أو نتيجة له، أو أن الشخص الانطوائي منفي من المجتمع والناس من حوله؛ إنما الانطواء يتضمن تفضيل النشاطات الانفرادية عن مثيلها الاجتماعي، وليس للانطوائية علاقة برهبة المواقف الاجتماعية، فهذا يكون خجلا، وبإمكان المنبسط أن يكون خجولا أيضا، وليس بإمكان المنبوذ اجتماعيا أن يحصل على النشاط الاجتماعي حتى لو أراد ذلك.

### الانفتاح

تعد الحفلات متعة للشخصيات المنبسطة وتكون جزءا مهما من حياتهم الاجتماعية.

الانفتاح هو «عادة أو حالة من الاهتمام أو الهيمنة بشكل غالب بمحيط الشخص وحصوله على المتعة منه،» وتستمتع الشخصية الانبساطية بالتفاعلات الاجتماعية وعادة ما تتسم بالحماس والجزم وتكون اجتماعية ومخالطة وكثيرة الكلام، فتكون النشاطات التي تتضمن التجمعات الكبيرة كالحفلات وأنشطة المجتمع والزيارات العائلية الكبيرة والمناسبات كالأعياد والأفراح والأحداث الرياضية، والتظاهرات ومجتمعات إدارة التجارة أو الأحزاب السياسية بمثابة متعة كبيرة لها. وعلى خلاف الشخصية المنطوية، تزيد طاقة الشخصية المنبسطة مع التفاعل وتضمحل مع الاستبطان وفي الأجواء الهادئة التي تخلو من كثرة التفاعلات، وبالتالي ينشط المنبسط وسط الناس ويمل عند الانفراد بنفسه. وعادة تكون دائرة معارف المنبسط واسعة؛ فعلى عكس المنطوي، الذي يهتم بقوة صداقاته قبل عددها، تكون الشخصية المنفتحة مهتمة بعدد الصداقات أكثر، فلا تكون بحاجة للتواصل العميق مع الأشخاص كالمنطوي بل تكون لذة العلاقات الإنسانية في منظورها في عدد الناس المتعامل معها. ومن الوظائف الملائمة للشخصية المنفتحة هي التي تعتمد على التواصل المستمر مع الناس، كالتعليم والسياسة ومجالات التجارة والإدارة.

### توازن المزاج
الانطواء والانفتاح ليسا بوجهين لعملة واحدة بل لهما درجات مختلفة، فيمكن لشخص أن لا يكون منطويا أو منبسطا بل تكون شخصيته مزيجا من طباع الاثنين، ويقال عليها متوازنة المزاج (بالإنجليزية: ambiversion). فتهوى هذه الشخصية الحياة الاجتماعية الغنية والتواصل مع الناس، ولكن في نفس الوقت تستمتع بالانفراد بنفسها وقضاء الوقت في النشاطات الفردية، وتحتاج إلى كلٍّ من هاتين الناحيتين من الحياة كي تحافظ على صحتها النفسية وطاقتها النفسية.

## طريقة القياس
يتم قياس مستوى الانطواء/الانبساط عن طريق الإبلاغ الذاتي، فيعطى الشخص نموذج استطلاع فيها أسئلة عن شخصيته، كالمثال أدناه، الذي يتكون من عشرة أسئلة من نمط «موافق/غير موافق»، فتكون الإجابة على أول خمسة أسئلة ب«موافق» تدل على الانفتاح، بينما تدل على الانطواء في الأسئلة الخمس المتبقية:
|                                                | أحمد        | روان       | دانيال                             | منة        | هيثم        |
| ---------------------------------------------- | ----------- | ---------- | ---------------------------------- | ---------- | ----------- |
| 1. أنا من يضفي البهجة والمرح على الحفلات.      | موافق       | موافق      | موافق                              | غير موافق  | غير موافق   |
| 2. أستمتع بكوني محور الاهتمام.                 | موافق       | غير موافق  | موافق                              | غير موافق  | غير موافق   |
| 3. أنا ماهر في التعامل مع المواقف الاجتماعية.  | موافق       | موافق      | موافق                              | غير موافق  | غير موافق   |
| 4. أحب أن أكون في قلب الأحداث المليئة بالنشاط. | موافق       | موافق      | غير موافق                          | موافق      | غير موافق   |
| 5. يسهل علي إنشاء صداقات جديدة.                | موافق       | موافق      | غير موافق                          | موافق      | غير موافق   |
| 6. أكون هادئا وسط الغرباء.                     | غير موافق   | غير موافق  | موافق                              | غير موافق  | موافق       |
| 7. لا أحب لفت النظر إلى نفسي.                  | غير موافق   | موافق      | موافق                              | موافق      | موافق       |
| 8. لا أحب الحفلات.                             | غير موافق   | غير موافق  | غير موافق                          | موافق      | موافق       |
| 9. أحب العمل مستقلا.                           | غير موافق   | موافق      | موافق                              | موافق      | موافق       |
| 10. أستمتع بقضاء الوقت منفردا.                 | غير موافق   | غير موافق  | غير موافق                          | موافق      | موافق       |
| النتيجة                                        | 100% انفتاح | 70% انفتاح | توازن مزاج؛ 50% انطواء، 50% انفتاح | 70% انطواء | 100% انطواء |

في هذا المثال المتخيل يستنتج أن منة وهيثم منطويان، وأحمد وروان منبسطان، بينما يكون دانيال متوازن المزاج.
ومن الجدير بالذكر أن هذا النوع من الاختبارات ليس دقيقا بالكامل؛ فبإمكان المجيب أن يسيئ تفسير معنى السؤال فلا تدل الإجابة عما يريد واضع الأسئلة معرفته. ويمكن تخطي هذه المشكلة من خلال القيام بما يشبه مراجعة النظير للشخص المرغوب في معرفة شخصيته، فيعطى شخص ما يعرفه أو يراقبه استبيان مماثل فيه أسئلة عن الشخص الذي يتم دراسته.
{{.}}